# NCAA Division I 2018 (pallavolo maschile)
La NCAA Division I 2018 si è svolta dal 26 aprile al 5 maggio 2018: al torneo hanno partecipato 7 squadre di pallavolo universitarie e la vittoria finale è andata per la seconda volta alla CSU Long Beach.

## Squadre partecipanti
| Club           | Stagione | Città           | Conference           | Qualificazione         |
| -------------- | -------- | --------------- | -------------------- | ---------------------- |
| Brigham Young  | dettagli | Provo, UT       | MPSF                 | Campione di conference |
| CSU Long Beach | dettagli | Long Beach, CA  | Big West Conference  | Campione di conference |
| Harvard        | dettagli | Cambridge, MA   | EIVA                 | Campione di conference |
| King           | dettagli | Bristol, TN     | Conference Carolinas | Campione di conference |
| Ohio State     | dettagli | Columbus, OH    | MIVA                 | Campione di conference |
| UC Irvine      | dettagli | Irvine, CA      | Big West Conference  | Ranking                |
| UC Los Angeles | dettagli | Los Angeles, CA | MPSF                 | Ranking                |

## Final 7
|  | Primo turno | Primo turno | Primo turno |  |  | Quarti di finale | Quarti di finale | Quarti di finale |   |   | Semifinali     | Semifinali     | Semifinali |  |  | Finale | Finale | Finale |
|  |             |             |             |  |  |                  |                  |                  |   |   |                |                |            |  |  |        |        |        |
|  |             |             |             |  |  |                  |                  |                  |   |   |                |                |            |  |  |        |        |        |
|  |             |             |             |  |  |                  |                  |                  |   |   |                |                |            |  |  |        |        |        |
|  |             |             |             |  |  |                  |                  |                  |   |   |                |                |            |  |  |        |        |        |
|  |             |             |             |  |  |                  |                  |                  |   | 1 | CSU Long Beach | 3              |            |  |  |        |        |        |
|  |             |             |             |  |  |                  | 6                | Ohio State       | 1 |   |                |                |            |  |  |        |        |        |
|  |             |             |             |  |  | 4                | UC Irvine        | 2                |   |   |                |                |            |  |  |        |        |        |
|  | 6           | Ohio State  | 3           |  |  | 6                | Ohio State       | 3                |   |   |                |                |            |  |  |        |        |        |
|  | 7           | King        | 0           |  |  |                  |                  |                  |   |   | 1              | CSU Long Beach | 3          |  |  |        |        |        |
|  |             |             |             |  |  |                  | 3                | UC Los Angeles   | 2 |   |                |                |            |  |  |        |        |        |
|  |             |             |             |  |  |                  |                  |                  |   |   |                |                |            |  |  |        |        |        |
|  |             |             |             |  |  |                  |                  |                  |   |   |                |                |            |  |  |        |        |        |
|  |             |             |             |  |  |                  |                  |                  |   | 2 | Brigham Young  | 1              |            |  |  |        |        |        |
|  |             |             |             |  |  |                  | 3                | UC Los Angeles   | 3 |   |                |                |            |  |  |        |        |        |
|  |             |             |             |  |  | 3                | UC Los Angeles   | 3                |   |   |                |                |            |  |  |        |        |        |
|  |             |             |             |  |  | 5                | Harvard          | 1                |   |   |                |                |            |  |  |        |        |        |
|  |             |             |             |  |  |                  |                  |                  |   |   |                |                |            |  |  |        |        |        |

### Primo turno
| 26 aprile 2018 St. John Arena, Columbus Durata: 1h:16 - Spettatori: 1 023 | Ohio State | 3 - 0 | King | 25-13, 25-23, 25-18 |

### Quarti di finale
| 1 maggio 2018 Pauley Pavilion, Los Angeles Durata: 2h:25 - Spettatori: 1 691 | UC Irvine      | 2 - 3 | Ohio State | 19-25, 25-22, 23-25, 25-22, 14-16 |
| 1 maggio 2018 Pauley Pavilion, Los Angeles Durata: 1h:40 - Spettatori: 1 691 | UC Los Angeles | 3 - 1 | Harvard    | 23-25, 25-21, 25-11, 25-21        |

### Semifinali
| 3 maggio 2018 Pauley Pavilion, Los Angeles Durata: 2h:30 - Spettatori: 4 249 | CSU Long Beach | 3 - 1 | Ohio State     | 25-22, 25-23, 25-27, 32-30 |
| 3 maggio 2018 Pauley Pavilion, Los Angeles Durata: 2h:20 - Spettatori: 4 249 | Brigham Young  | 1 - 3 | UC Los Angeles | 22-25, 26-24, 27-29, 19-25 |

### Finale
| 5 maggio 2018 Pauley Pavilion, Los Angeles Durata: 2h:42 - Spettatori: 7 248 | CSU Long Beach | 3 - 2 | UC Los Angeles | 25-19, 23-25, 20-25, 26-24, 15-12 |

## Premi individuali
| Premio              | Giocatore        | Squadra        |
| ------------------- | ---------------- | -------------- |
| MVP                 | Joshua Tuaniga   | CSU Long Beach |
| All-Tournament Team | Torey DeFalco    | CSU Long Beach |
| All-Tournament Team | Kyle Ensing      | CSU Long Beach |
| All-Tournament Team | Daenan Gyimah    | UC Los Angeles |
| All-Tournament Team | Micah Maʻa       | UC Los Angeles |
| All-Tournament Team | Jake Hanes       | Ohio State     |
| All-Tournament Team | Nicolas Szerszeń | Ohio State     |